# Diplazium bellum
Diplazium bellum är en majbräkenväxtart som först beskrevs av Charles Baron Clarke och som fick sitt nu gällande namn av Sarmukh Singh Bir.
Diplazium bellum ingår i släktet Diplazium och familjen Athyriaceae. Inga underarter finns listade i Catalogue of Life.